# Andrea da Schivenoglia
Andrea da Schivenoglia (Mantova, 1411 – probabilmente nel 1481 ma secondo altre fonti nel 1484 a Mantova) è stato uno scrittore e storico italiano autore della Cronaca di Mantova.

## Biografia
È noto per aver manoscritto in volgare una cronaca degli avvenimenti di Mantova e la storia di alcune famiglie mantovane a partire dall'anno 1445 fino al marzo 1484. Relativamente al periodo successivo, è annotata una notizia del 1491, anche se mancano tutti gli avvenimenti tra il marzo 1484 e il 1491, tra cui la morte di Federico I Gonzaga.
Questa cronaca, mai pubblicata dall'autore, è redatta in forma di memoriale, in cui lo Schivenoglia annotava quanto accadeva giornalmente.
Sposò la nobile Osanna Brognolo, portando in dote duecento ducati d'oro.